# Evangeline (inslagkrater)
Evangeline is een inslagkrater op de planeet Venus. Evangeline werd in 1994 genoemd naar Evangeline, een Griekse meisjesnaam.
De krater heeft een diameter van 16 kilometer en bevindt zich in het quadrangle Pandrosos Dorsa (V-5).